# Смит, Грегор
Гре́гор Смит (англ. Gregor Smith) — шотландский кёрлингист.
В составе мужской сборной Шотландии серебряный призёр чемпионата мира 1986. В составе юниорской мужской сборной Шотландии бронзовый призёр юниорского чемпионата мира 1984. Чемпион Шотландии среди юниоров.
Играл в основном на позиции второго.

## Достижения
- Чемпионат мира по кёрлингу среди мужчин: серебро (1986).
- Чемпионат мира по кёрлингу среди юниоров: бронза (1984).
- Чемпионат Шотландии по кёрлингу среди юниоров: золото (1984).

## Команды
| Сезон   | Четвёртый  | Третий          | Второй      | Первый         | Запасной                             | Турниры             |
| ------- | ---------- | --------------- | ----------- | -------------- | ------------------------------------ | ------------------- |
| 1983—84 | Майк Хэй   | Дэвид Смит      | Грегор Смит | Рассел Кейллер |                                      | ЧШЮ 1984 · ЧМЮ 1984 |
| 1985—86 | Дэвид Смит | Хэмми Макмиллан | Майк Хэй    | Питер Смит     | Грегор Смит тренер: Алекс Ф. Торранс | ЧМ 1986             |

(скипы выделены полужирным шрифтом)